# Prime Minister’s Prizes for Science
Die Prime Minister’s Prizes for Science sind  jährliche australische Auszeichnungen für außerordentliche Leistungen in Wissenschaft und Lehre der Wissenschaft.

## Geschichte
Die Preise ersetzten im Jahr 2000 den früheren Australia Prize für Wissenschaft. Hauptpreis ist der Prime Minister’s Prize for Science, der als angesehenste Wissenschaftsauszeichnung des Landes gilt. Daneben gibt es noch den Science Minister’s Prize for Life Scientist of the Year für Leistungen auf dem Gebiet der Biologie sowie den Malcolm McIntosh Prize for Physical Scientist of the Year für Physik. Im Jahr 2002 wurden erstmals auch Preise für ausgezeichnete Lehre in Grund- und weiterführender Schule vergeben.
Der Prime Ministers Hauptpreis kann an Einzelne oder an Teams vergeben werden und ist (Stand 2018) mit 250.000 $ dotiert. Verbunden damit ist eine Medaille und eine Anstecknadel und der Preisträger ist ein Jahr lang Mitglied des Premierministers Science, Engineering and Innovation Council.

## Preisträger
- 2000: Jim Peacock, Liz Dennis
- 2001: Donald Metcalf
- 2002: Frank Fenner
- 2003: Jacques Miller
- 2004: Graeme Clark
- 2005: David Boger
- 2006: Mandyam Veerambudi Srinivasan
- 2007: Peter Waterhouse, Ming-Bo Wang
- 2008: Ian Frazer
- 2009: John O’Sullivan
- 2010: John Shine
- 2011: Ezio Rizzardo, David Solomon
- 2012: Kenneth Freeman
- 2013: Terry Speed
- 2014: Sam Berkovic, Ingrid Scheffer
- 2015: Graham Farquhar
- 2016: Richard Shine
- 2017: Jenny Graves
- 2018: Kurt Lambeck
- 2019: Cheryl Praeger
- 2020: David Blair, David McClelland, Susan Scott, Peter Veitch
- 2021: Edward C. Holmes
- 2022: Trevor McDougall
- 2023: Michelle Simmons
- 2024: Matthew Bailes